# Елагино (Московская область)

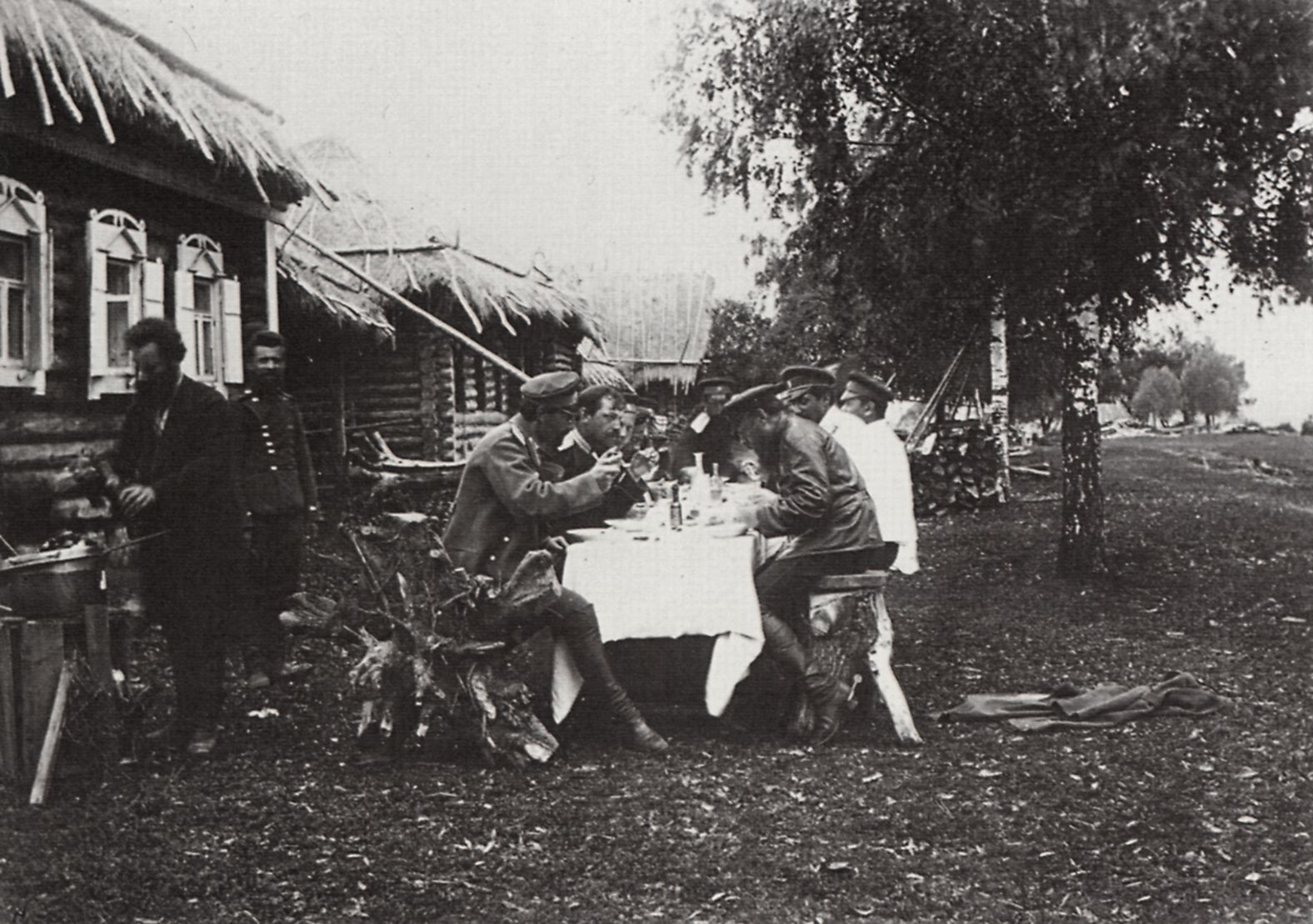
Деревня Елагино в 1885 году

Елагино — деревня в Наро-Фоминском районе Московской области, входит в состав сельского поселения Атепцевское. Численность постоянного населения по Всероссийской переписи 2010 года — 10 человек, в деревне числятся 2 улицы. До 2006 года Елагино входило в состав Атепцевского сельского округа.
Деревня расположена в центральной части района, на правом берегу реки Нара, примерно в 3 км южнее Наро-Фоминска, высота центра над уровнем моря 197 м. Ближайшие населённые пункты — Атепцево восточнее, на противоположном берегу реки, Котово в 1,7 км на запад и Щекутино в 2 км на юго-запад. У западной окраины Елагино проходит автодорога М3 Украина.